# Fordyce (Arkansas)
Fordyce es una ciudad en el condado de Dallas, Arkansas, Estados Unidos. Para el censo de 2000 la población era de 4.799 habitantes. La ciudad es la sede del condado de Dallas.

## Geografía
Fordyce se localiza a 33°48′53″N 92°24′52″O / 33.81472, -92.41444. De acuerdo con la Oficina del Censo de los Estados Unidos, la ciudad tiene un área total de 17,1 km², de los cuales el 100% es tierra.

## Demografía
Para el censo de 2000, había 4.799 personas, 1737 hogares y 1186 familias en la ciudad. La densidad de población era 280,6 hab/km². Había 2024 viviendas para una densidad promedio de 118,6 por kilómetro cuadrado. De la población 48,61% eran blancos, 49,66% afroamericanos, 0,19% amerindios, 0,42% asiáticos, 0,75% de otras razas y 0,38% de dos o más razas. 1,19% de la población eran hispanos o latinos de cualquier raza.
Se contaron 1.737 hogares, de los cuales 32,0% tenían niños menores de 18 años, 46,4% eran parejas casadas viviendo juntos, 17,5% tenían una mujer como cabeza del hogar sin marido presente y 31,7% eran hogares no familiares. 28,6% de los hogares eran un solo miembro y 13,4% tenían alguien mayor de 65 años viviendo solo. La cantidad de miembros promedio por hogar era de 2,51 y el tamaño promedio de familia era de 3,09.
En la ciudad la población está distribuida en 28,5% menores de 18 años, 8,9% entre 18 y 24, 25,3% entre 25 y 44, 21,0% entre 45 y 64 y 16,3% tenían 65 o más años. La edad media fue 36 años. Por cada 100 mujeres había 90,7 varones. Por cada 100 mujeres mayores de 18 años había 87,1 varones.
El ingreso medio para un hogar en la ciudad fue de $23.297 y el ingreso medio para una familia $30.120. Los hombres tuvieron un ingreso promedio de $24.971 contra $15.553 de las mujeres. El ingreso per cápita de la ciudad fue de $12.118. Cerca de 16,2% de las familias y 22,3% de la población estaban por debajo de la línea de pobreza, 27,2% de los cuales eran menores de 18 años y 19,3% mayores de 65.

## Nativos y residentes notables
- Paul Bryant, entrenador de fútbol americano, asistió a la Fordyce High School.
- Cory Carr, jugador de baloncesto, nació en Fordyce.
- Larry Lacewell, entrenador de fútbol americano, nació en la ciudad.
- Ray E. Porter, general de la Segunda Guerra Mundial, nació en Fordyce.
- Kevin Williams, jugador de fútbol americano, asistió a la Fordyce High School.